# Skultuna
Skultuna is een plaats in de gemeente Västerås in het landschap Västmanland en de provincie Västmanlands län in Zweden. De plaats heeft 3249 inwoners (2005) en een oppervlakte van 214 hectare.

## Geboren
- Julia Nyberg (1784 - 1854), dichteres en songwriter
- Esbjörn Svensson (1964 - 2008), jazzpianist en componist
- Magnus Öström (1965), jazzdrummer
- Johan Olsson (1980), langlaufer